# Полтавський Сергій Єфремович
Сергій Єфремович Полтавський (10 січня 1930, місто Рені, тепер Ренійського району Одеської області — 2 червня 2001) — український радянський діяч, водій лісовоза Берегометського лісокомбінату Вижницького району Чернівецької області. Депутат Верховної Ради УРСР 7—10-го скликань. 

## Життєпис
З 1945 року — учень-механізатор.
У 1950—1953 роках — служба в Радянській армії.
У 1953—1959 роках — водій лісовоза Вижницького лісгоспу Чернівецької області.
З 1959 року — водій лісовоза Берегометського лісокомбінату імені 50-річчя Радянської України Вижницького району Чернівецької області.
Освіта середня спеціальна.
Член КПРС з 1968 року.
Потім — на пенсії в селищі Берегомет Вижницького району Чернівецької області.

## Нагороди
- орден Леніна
- орден Жовтневої Революції
- орден Трудового Червоного Прапора
- орден «Знак Пошани»
- медаль «За доблесну працю. В ознаменування 100-річчя з дня народження Володимира Ілліча Леніна» (1970)
- медаль «Ветеран праці»